# Olympische Sommerspiele 1956/Moderner Fünfkampf
Bei den XVI. Olympischen Sommerspielen 1956 in Melbourne fanden zwei Wettbewerbe im Modernen Fünfkampf statt.
Erstmals wurden die Punkte bei olympischen Wettbewerben nicht mehr durch die Addition der Platzziffern ermittelt, sondern mittels einer zwei Jahre zuvor eingeführten Punktwertung. Diese ging von einem Richtwert von 1000 Punkten in jeder Einzeldisziplin aus, bevorzugte aber starke Läufer.

## Bilanz

### Medaillenspiegel
| Platz  | Land               | Gold | Silber | Bronze | Gesamt |
| ------ | ------------------ | ---- | ------ | ------ | ------ |
| 1      | Schweden           | 1    | –      | –      | 1      |
| 1      | Sowjetunion        | 1    | –      | –      | 1      |
| 3      | Finnland           | –    | 1      | 2      | 3      |
| 4      | Vereinigte Staaten | –    | 1      | –      | 1      |
| Gesamt | Gesamt             | 2    | 2      | 2      | 6      |

### Medaillengewinner
| Disziplin  | Gold                                                     | Silber                                                      | Bronze                                              |
| ---------- | -------------------------------------------------------- | ----------------------------------------------------------- | --------------------------------------------------- |
| Einzel     | Lars Hall (SWE)                                          | Olavi Mannonen (FIN)                                        | Väinö Korhonen (FIN)                                |
| Mannschaft | SowjetunionIwan Derjuhin Igor Nowikow Alexander Tarassow | Vereinigte StaatenWilliam Andre Jack Daniels George Lambert | FinnlandBerndt Katter Väinö Korhonen Olavi Mannonen |

## Zeitplan
| Datum        | Sportart                | Wettkampfstätte           |
| ------------ | ----------------------- | ------------------------- |
| 23. November | Geländeritt             | Oaklands Hunt Club        |
| 24. November | Degenfechten            | Royal Exhibition Building |
| 26. November | Pistolenschießen        | Merrett Rifle Range       |
| 27. November | 300 m Freistilschwimmen | Olympic Swimming Stadium  |
| 28. November | 4000 m Crosslauf        | Oaklands Hunt Club        |

## Ergebnisse

### Einzel
| Platz | Land | Athlet             | Punkte |
| ----- | ---- | ------------------ | ------ |
| 1     | SWE  | Lars Hall          | 4833,0 |
| 2     | FIN  | Olavi Mannonen     | 4774,5 |
| 3     | FIN  | Väinö Korhonen     | 4750,0 |
| 4     | URS  | Igor Nowikow       | 4714,5 |
| 5     | USA  | George Lambert     | 4693,0 |
| 6     | HUN  | Gábor Benedek      | 4650,0 |
| 7     | USA  | William Andre      | 4629,5 |
| 8     | URS  | Alexander Tarassow | 4479,0 |
| 9     | URS  | Iwan Derjuhin      | 4452,0 |
| 10    | HUN  | János Bódy         | 4375,5 |

Datum: 23. bis 28. November 1956

40 Teilnehmer aus 16 Ländern, davon 36 in der Wertung

### Mannschaft
| Platz | Land | Athleten                                        | Punkte   |
| ----- | ---- | ----------------------------------------------- | -------- |
| 1     | URS  | Iwan Derjuhin, Igor Nowikow, Alexander Tarassow | 13.690,5 |
| 2     | USA  | William Andre, Jack Daniels, George Lambert     | 13.482,0 |
| 3     | FIN  | Berndt Katter, Väinö Korhonen, Olavi Mannonen   | 13.185,5 |
| 4     | HUN  | Gábor Benedek, János Bódy, Antal Moldrich       | 12.554,5 |
| 5     | MEX  | Antonio Almada, José Pérez Mier, David Romero   | 10.981,0 |
| 6     | ROM  | Victor Teodorescu, Dumitru Țintea, Cornel Vena  | 10.613,0 |
| 7     | GBR  | Donald Cobley, Thomas Hudson, George Norman     | 09.226,0 |
| 8     | AUS  | Sven Coomer, George Nicoll, Neville Sayers      | 08.825,0 |

Datum: 23. bis 28. November 1956

36 Teilnehmer aus 12 Ländern, acht Teams in der Wertung